# Mitare (Venezuela)
Pour les articles homonymes, voir Mitare.
Mitare est la capitale de la paroisse civile de Mitare de la municipalité de Miranda dans l'État de Falcón au Venezuela.